# Bludenz
Bludenz – miasto powiatowe w Austrii, w kraju związkowym Vorarlberg, siedziba powiatu Bludenz. Liczy 14 397 mieszkańców (1 stycznia 2017). Siedziba władz powiatu mieści się na zamku Gayenhofen, wybudowanym w XVIII wieku.

## Położenie
Miasto leży u zbiegu pięciu dolin górskich: Klostertal, Montafon, Walgau, Brandnertal oraz Großes Walsertal.

## Gospodarka
Przemysł spożywczy, produkcja czekolady (Milka) i piwa (Brauerei Fohrenburg).

## Współpraca
Miejscowości partnerskie:
- Borgo Valsugana, Włochy
- Plettenberg, Niemcy

## Transport
Przez miasto przebiega linia kolejowa Montafonerbahn.